# 井田篤
井田 篤（いだ あつし）は、日本の俳優、モデル。元スターダストプロモーション所属。
群馬県出身。身長182cm。血液型はO型。趣味はアコースティックギター。特技はスノーボード。

## 出演

### 映画
- GO（行定勲監督、2001年10月20日公開、東映）
- 着信アリ（三池崇史監督、2003年11月10日公開、東宝） - 河合ケンジ 役
- 着信アリ2（塚本連平監督、2005年2月5日公開、東宝） - 河合ケンジ 役

### ショートフィルム
- ふたり（松丘小椰監督、2003年）

### テレビドラマ
- 池袋ウエストゲートパーク（2000年、TBS） - ダイスケ(G-Boys) 役
- OLポリス2〜コギャルポリス編〜（日本テレビ）
- カバチタレ（2001年、フジテレビ）
- ハンドク!!!（2001年、TBS）
- 恋愛偏差値（2002年、フジテレビ） - ナオヤ 役
- 離婚弁護士（2004年、フジテレビ）

### CM
- 読売新聞
- 河村隆一 evergreen
- au by KDDI - MCローズ
  - EZ　「着うたフル」　『仲間由紀恵 with ダウンローズ篇』 - 仲間由紀恵、藤田正則らと共演
  - ダブル定額ライト　『愛用者篇』 - 仲間由紀恵、藤田正則、団時朗、こばやしあきこらと共演
  - ダブル定額ライト　『ブログ1篇』 - 仲間由紀恵、藤田正則らと共演
  - ダブル定額ライト　『ブログ2篇』 - 仲間由紀恵、藤田正則らと共演
  - ダブル定額ライト　『ブログ3篇』 - 仲間由紀恵、藤田正則（DJダウン）らと共演
  - ダブル定額ライト　『ブログ4篇』 - 仲間由紀恵、藤田正則（DJダウン）らと共演
  - 家族割　『2つの人気バクハツ篇』 - 仲間由紀恵、藤田正則（DJダウン）らと共演
  - MY割　『2つのデビュー篇』 - 仲間由紀恵、藤田正則（DJダウン）らと共演
  - ダブル定額ライト　『そんな夜もある篇』 - 仲間由紀恵、藤田正則（DJダウン）、布施明（ディレクター）らと共演
  - MY割　『フリップ篇』 - 仲間由紀恵、藤田正則（DJダウン）、布施明（ディレクター）らと共演
  - MY割　『ナイスDJ篇』 - 仲間由紀恵、藤田正則（DJダウン）、布施明（ディレクター）らと共演
  - 無期限くりこし　『解散宣言篇』 - 仲間由紀恵、藤田正則（DJダウン）らと共演
  - 無期限くりこし　『ラストステージ篇』 - 仲間由紀恵、藤田正則（DJダウン）らと共演
- カンロ 「ピュレグミ」（2006年）

### PV
- 加藤ミリヤ 『ロンリーガール』

### 雑誌
- MEN'S NON-NO
- smart
- smart MAX
- ollie
- warp
- BOON
- GET ON!